# Tone (Rapper)
Tone (* 22. März 1974 als Anthony Malcolm Wolz) ist ein deutscher Rapper aus der Großsiedlung Nordweststadt in Frankfurt am Main, der bis 1997 Mitglied der Hip-Hop-Formation Konkret Finn war.

## Leben
Tone bildete mit Iz und DJ Feedback Anfang der 1990er Jahre „die erste deutsche Battlecrew“ des deutschsprachigen Hip-Hop, Konkret Finn. Nach deren Trennung im Jahre 1997 arbeitete er u. a. mit Künstlern wie Azad, Brothers Keepers, Chima, Curse, D-Flame, J-Luv, Killa Hakan, Melbeatz, Samy Deluxe, Stieber Twins und Roey Marquis II. zusammen. Durch diese Kooperationen reifte auch seine Entscheidung, kein reines Battlerapalbum zu machen.
2004 war er gemeinsam mit Billy Davis, Xavier Naidoo und Bintia unter dem Namen „Fourtress“ auf Tour. 2005 veröffentlichte er die Single „Reimroboter“, die auf einem Sample aus Kraftwerks „It’s More Fun To Compute“ basiert. An seinem noch im gleichen Jahr erschienenen Debütalbum „Zukunftsmusik“ waren auch Azad, Xavier Naidoo, J-Luv, Bintia und die Opernsängerin Pari Samar beteiligt.

## Diskografie
Alben
- 2001: Reim, Rausch und Randale (als Konkret Finn mit Iz und DJ Feedback)
- 2005: Zukunftsmusik
- 2009: Phantom
- 2013: T.O.N.E. – The Orbit Never Ends

Singles
- 2005: Reimroboter
- 2005: Würd’ ich nicht rappen (mit Yassir & Azad)
- 2006: Du brauchst mich
- 2009: Weit gekommen
- 2009: Du hast Recht (mit Kool Savas)
- 2013: Gatling Gun
- 2013: Nicht ohne Dich (mit Chima)

Freetrack
- 2012: Tone – Diese Stadt (mit Nea)

Juice Exclusive!
- 2005: Warum rappst Du? (CD #52)
- 2009: Deutsch Rap (CD #95)

Feature-Tracks
- 2002: D-Flame – Mehr als Musik (Album: Daniel X – Eine Schwarze Deutsche Geschichte)
- 2002: Chima – Buuhh (Album: Reine Glaubenssache)
- 2005: Xavier Naidoo – Bist du am Leben interessiert (Album: Telegramm für X)